# San Gabriel Mountains
Die San Gabriel Mountains sind ein Gebirgszug in Kalifornien. Als Teil der Transverse Ranges befinden sie sich im nördlichen Los Angeles County und im westlichen San Bernardino County.
Die Formation grenzt die Greater Los Angeles Area von der Mojave-Wüste ab. Zwischen Letzterer und der nördlichen Grenze der Berge verläuft die San-Andreas-Verwerfung, östlich befinden sich die San Bernardino Mountains. Die gesamte Region liegt innerhalb des Angeles National Forest, der insbesondere für die Einwohner der nahen Großstadt Los Angeles ein beliebtes Erholungsgebiet darstellt. Der höchste Berg ist mit 3067 Metern der Mount San Antonio, der im Volksmund auch Mt. Baldy genannt wird. Ein weiterer bekannter Berg ist der 1749 Meter hohe Mount Wilson, auf dem das Mount-Wilson-Observatorium errichtet ist.

## Verkehr und Tourismus
Die California State Route 2 bzw. deren Abschnitt Angeles Crest Highway ist die einzige Straße, die durch die zentralen San Gabriel Mountains führt. Der Straßenzustand ist stellenweise schlecht, der Streckenverlauf kurvenreich. Im Winter wird der Angeles Crest Highway wegen Steinschlags und Lawinengefahr gesperrt. Ein weiterer wichtiger Straßenabschnitt ist der Angeles Forest Highway, der von seiner Kreuzung mit dem Angeles Crest Highway bis in die Nähe von Acton führt und damit das Antelope Valley und die umliegenden Wälder mit Los Angeles verbindet.
Der Interstate 15 quert die Berge in ihrem östlichen Teil. Er ist die Hauptverkehrsroute zwischen dem östlichen Großraum Los Angeles und der Sonora-Wüste.
Mt. Baldy und Mountain High zählen zu den populärsten Wintersportgebieten in den San Gabriel Mountains. Im Sommer ist die Gebirgsregion ebenfalls durch Wanderer und Ausflügler gut besucht.

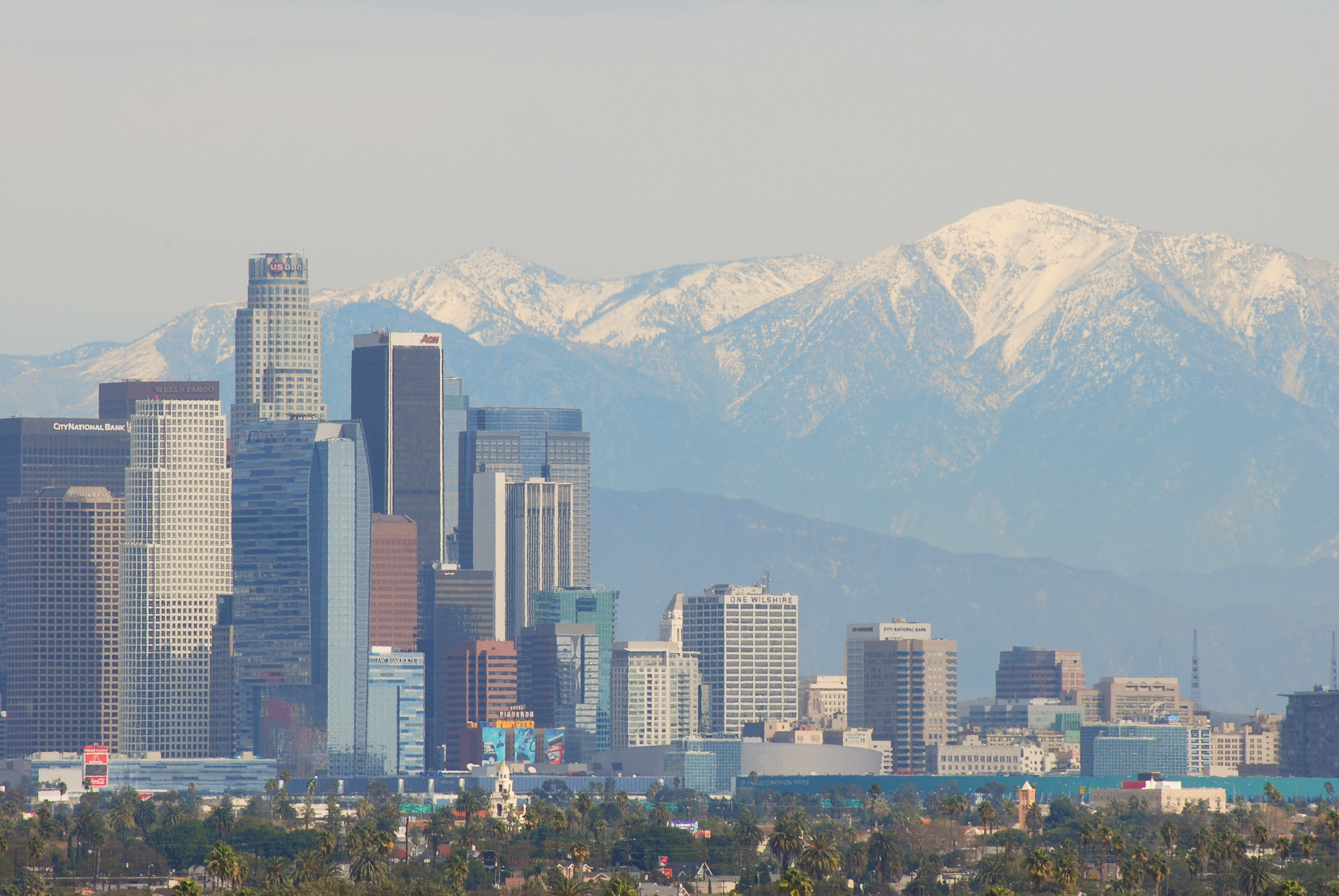
Die San Gabriel Mountains von Los Angeles gesehen

## Berge
Die San Gabriel Mountains umfassen folgende nach Höhe gelisteten Gipfel:
- Mount San Antonio (Mt. Baldy) 3067 m
- Pine Mountain 2940 m
- Dawson Peak 2918 m
- Mount Baden-Powell 2865 m
- Throop Peak 2785 m
- Mount Burnham 2742 m
- Telegraph Peak 2739 m
- Cucamonga Peak 2721 m
- Ontario Peak 2650 m
- Mount Islip 2515 m
- Iron Mountain 2440 m
- South Mount Hawkins 2372 m
- Vetter Mountain 1800 m
- Mount Wilson 1740 m
- Mount Disappointment 1817 m
- Mount Lowe 1707 m
- Echo Mountain 978 m

## Weblinks

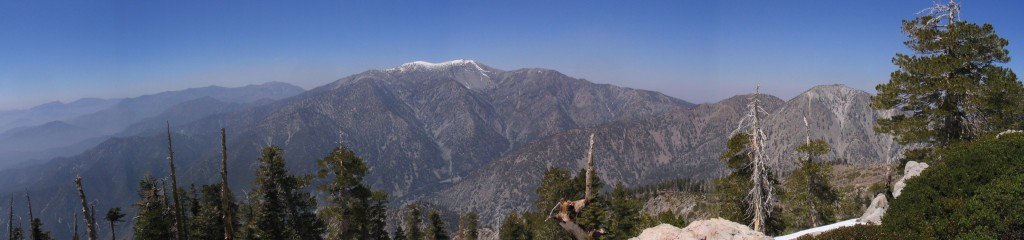
Panorama der San Gabriel Mountains, von Ontario Peak nach Nordwesten gesehen, mit Mt. Baldy im Zentrum